# Frances Brudenell
Frances Brudenell (antes de 1677–Dublín, 23 de febrero de 1735/36), condesa de Newburgh y baronesa de Bellew de Duleek, fue una aristócrata escocesa e irlandesa. 

## Biografía
Era hija de Francis Brudenell, Lord Brudenell y Lady Frances Savile. Se casó dos veces, primero con Charles Livingston, el segundo conde de Newburgh (1692-1694, llllo que la convirtió en condesa de Newburgh); después se casó con Richard Bellew, tercer barón Bellew de Duleek (1695-1715, lo que la convirtió en baronesa).
Brudenell fue el tema (bajo el nombre de "Myra") de una serie de poemas de amor publicados por George Granville, primer barón Lansdowne de 1712.
Fue objeto de una demanda por deudas presentada por un catedrático de Oxford, William King, que alegó que le debía varios miles de libras. Perdió el caso y, en venganza, en 1732, escribió una sátira contra ella, titulada The Toast, que la retrataba como una bruja y lesbiana bisexual promiscua llamada "Myra". En ella contaba que gobernaba "un círculo social de tribades en Dublin", siendo su principal amante Lady Margaret Allen.  En esta sátira se usa el término lesbiana con el sentido actual, siendo uno de los primeros usos.
Tuvo varios hijos, incluida una hija, Charlotte Maria Livingston (1694-1755), y un hijo, John Bellew, cuarto barón Bellew de Duleek (1702-1770).
Murió el 23 de febrero de 1735/36 en Dublín, Irlanda, y fue enterrada en la iglesia de St. Audoen, Dublín.